# قهرمانی کاتاریننسه
قهرمانی کاتاریننسه یک لیگ ایالتی فوتبال در برزیل در ایالت سانتا کاتارینا است که توسط فدراسیون فوتبال ایالت سانتا کاتارینا برگزار می‌شود. این لیگ مانند دیگر لیگ‌های ایالتی فوتبال برزیل، به صورت موازی با لیگ برزیل برگزار می‌شود و تیم‌های برتر ایالت سانتا کاتارینا در هر دو مسابقات ایالتی و کشوری حضور دارند.

## عناوین بر اساس تیم
| باشگاه        | قهرمانی | نایب‌قهرمانی |
| ------------- | ------- | ----------- |
| آوای          | ۱۹      | ۱۰          |
| فیگیرنسه      | ۱۸      | ۷           |
| کریسیوما      | ۱۲      | ۱۰          |
| ژوینویل       | ۱۲      | ۸           |
| شاپکوئنزه     | ۷       | ۹           |
| آمریکا        | ۵       | ۴           |
| متروپل        | ۵       | ۱           |
| کاشیاس        | ۳       | ۷           |
| Carlos Renaux | ۲       | ۳           |
| بروسک         | ۲       | ۳           |
| Olímpico      | ۲       | ۱           |
| Hercílio Luz  | ۲       | ۰           |
| Marcílio Dias | ۱       | ۸           |
| Internacional | ۱       | ۲           |
| Ferroviário   | ۱       | ۱           |
| Paula Ramos   | ۱       | ۱           |
| Externato     | ۱       | ۰           |
| Lauro Müller  | ۱       | ۰           |
| Catarinense   | ۱       | ۰           |
| CIP           | ۱       | ۰           |
| Ypiranga      | ۱       | ۰           |
| Operário      | ۱       | ۰           |
| Perdigão      | ۱       | ۰           |